# Jesús Ángel García Bragado

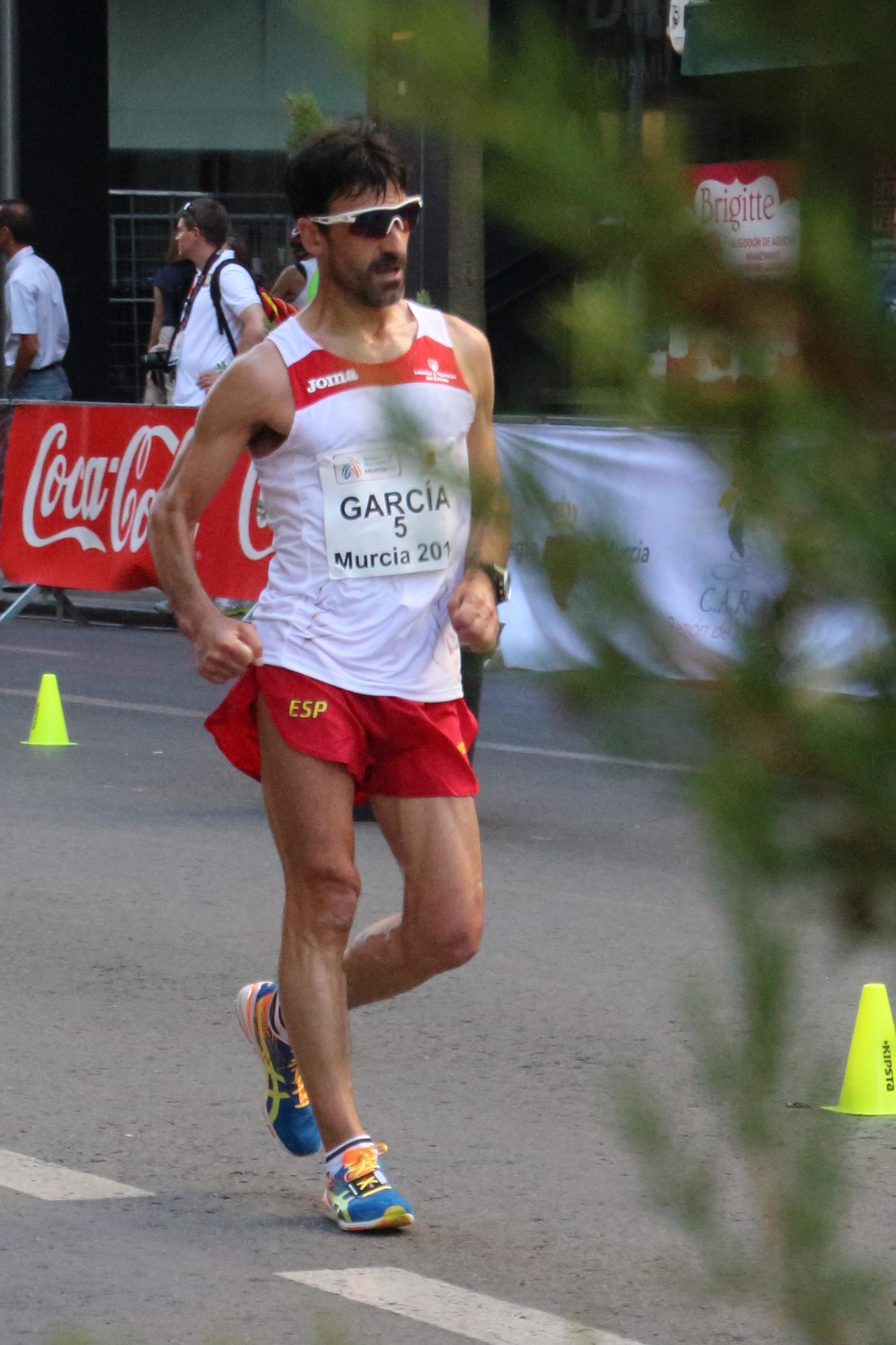
García Bragado en la Copa de Europa de Marcha Atlética de 2015 celebrada en Murcia, España.

Jesús Ángel García Bragado (Madrid, España, 17 de octubre de 1969) es un exatleta español especializado en la marcha atlética. Fue campeón del mundo en Stuttgart 1993 en la distancia de 50 kilómetros marcha y tres veces subcampeón en los años 1997, 2001 y 2009. En su larga carrera deportiva en la élite ha participado en ocho Juegos Olímpicos y trece campeonatos mundiales, siendo así el atleta con más participaciones en ambas competiciones de toda la historia. En 2021, tras los Juegos Olímpicos de Tokio 2020, anunció su retirada a los 51 años de edad.
Es podólogo de profesión. Fue líder de la oposición en el Ayuntamiento de San Adrián del Besós, por el Partido Popular, entre 2011 y 2019, cuando su partido quedó fuera del consistorio, sin obtener ningún concejal. 
En septiembre de 1997 se casó con la gimnasta rítmica Carmen Acedo, con la que tiene dos hijas, aunque están divorciados desde 2008.

## Palmarés deportivo
Está considerado como uno de los mejores atletas de la historia del atletismo español, como así lo atestigua su palmarés:
Mundiales de Atletismo:
- Campeón del mundo en 50 km marcha en el Campeonato Mundial de Atletismo de 1993 en Stuttgart (Alemania).[9]
- Subcampeón del mundo, en el Campeonato Mundial de Atletismo de 1997 disputado en Atenas (Grecia).[10]
- Subcampeón del mundo en el Campeonato Mundial de Atletismo de 2001 que tuvo lugar en Edmonton (Canadá).[11]
- Subcampeón del mundo en el Campeonato Mundial de Atletismo de 2009 que tuvo lugar en Berlín (Alemania).[12][n 1]

Europeos de atletismo:
- Medalla de bronce en el Campeonato Europeo de Atletismo de 2002 de Múnich.
- Subcampeón de Europa en el Campeonato Europeo de Atletismo de 2006 de Gotemburgo.[13]
- Quinto lugar en el Campeonato Europeo de Atletismo de 2010 de Barcelona.[14]

Juegos Olímpicos:
- Cuarto puesto en los Juegos Olímpicos de Pekín 2008. (Diploma olímpico).[15]
- Quinto puesto en los Juegos Olímpicos de Atenas 2004. (Diploma olímpico).[16]

Récords:
- Deportista español con más participaciones en unos juegos olímpicos, con 8 presencias.
- Atleta español con más medallas en mundiales de atletismo, con 4 preseas
- Atleta internacional con más participaciones en mundiales de atletismo (13 participaciones) y Juegos Olímpicos (8 participaciones).[17]

## Participaciones en Juegos Olímpicos y puestos
- Barcelona 1992, 10° puesto.
- Atlanta 1996, retirado.
- Sídney 2000,  12° puesto.
- Atenas 2004, 5° puesto.
- Pekín 2008, 4° puesto.
- Londres 2012, 17° puesto.
- Río de Janeiro 2016, 20° puesto.
- Tokio 2020, 35° puesto.

## Trayectoria política
Su carrera política se inició como concejal accidental por el Partido Popular en el Ayuntamiento de Lérida entre 2006 y 2007. En las elecciones municipales de 2011 fue el candidato de los populares a la alcaldía de San Adrián del Besós, resultando la segunda fuerza más votada y convirtiéndose en jefe de la oposición. En las elecciones municipales de 2015 volvió a encabezar las listas por el Partido Popular, quedando su candidatura en séptimo lugar, pero manteniendo su acta de concejal. En enero de 2013 asumió el acta de diputado provincial que dejó Alberto Fernández Díaz. En las elecciones municipales de 2019, el Partido Popular quedó en séptimo lugar, no obtuvo ninguna concejalía, y García Bragado quedó fuera del ayuntamiento.